# Svartnäbbad barbett
Svartnäbbad barbett (Lybius guifsobalito) är en fågel i familjen afrikanska barbetter inom ordningen hackspettartade fåglar.

## Utbredning och systematik
Fågeln förekommer från östra Sudan till västra Etiopien, nordöstra Kongo-Kinshasa, Uganda, västra Kenya och norra Tanzania. Den behandlas som monotypisk, det vill säga att den inte delas in i några underarter.

## Status och hot
Arten har ett stort utbredningsområde och tros öka i antal. Internationella naturvårdsunionen IUCN listar den därför som livskraftig (LC).